# Камник под Кримом
Камник под Кримом (словен. Kamnik pod Krimom) је насељено место у општини Брезовица, Средњесловенска регија, Словенија.

## Историја
До територијалне реорганизације у Словенији био је у саставу града Љубљане, односно старе општине Вич–Рудник.

## Становништво
У попису становништва из 2011. године, Камник под Кримом је имао 921 становника.
| Број становника према пописима | Број становника према пописима | Број становника према пописима |
| ------------------------------ | ------------------------------ | ------------------------------ |
| 1991                           | 2002                           | 2011                           |
| 635                            | 750                            | 921                            |

Напомена: До 1953. исказивано под именом Камник.

## Галерија
- поглед на село и пејзаж
- поглед на римокатоличку цркву "Свети Јосип", на брду